# جمهوری فدراتیو سوسیالیستی قفقاز جنوبی شوروی
جمهوری فدراتیو سوسیالیستی قفقاز جنوبی شوروی (همچنین ماورای قفقاز شوروی یا TSFSR نیز نامیده می‌شود)، از مارس ۱۹۲۲ تا دسامبر ۱۹۳۶، یکی از جمهوری‌های اولیه و از بنیانگذاران اتحاد جماهیر شوروی سوسیالیستی بود. این جمهوری، از گرجستان، ارمنستان و آذربایجان (که به صورت سنتی جمهوری‌های قفقاز نامیده می‌شدند) تشکیل شده‌بود. از آنجا که مرز این جمهوری‌ها با روسیه رشته کوه قفقاز بود، به جماهیر ماورای قفقاز شهرت یافتند. ظاهراً این جمهوری برای تثبیت اوضاع اقتصادی منطقهٔ قفقاز ایجاد شده بود، این جمهوری همچنین برای تحکیم قدرت و نفوذ بلشویک‌ها در منطقهٔ قفقاز جنوبی نیز مفید بود و کمک زیادی کرد. این جمهوری همچنین از چهار جمهوری امضا کننده پیمان ایجاد اتحاد جماهیر شوروی بود.

## نام در زبان‌های محلی جمهوری
- ارمنی: Անդրկովկասի Խորհրդային Սոցիալիստական Դաշնային (Ֆեդերատիվ) Հանրապետություն

آندرکواسی خورهرداین سویسیالیستاکان داشنایین (فدراتیو) هانراپتوتیون
- ترکی آذربایجانی: Загафгазија Сосиалист Федератив Совет Республикасы

زاقافقازیا سوسیالیست فدراتیو سویت رسپوبلیکاسی
- گرجی: ამიერკავკასიის საბჭოთა ფედერაციული სოციალისტური რესპუბლიკა

آمیرکواواسیس سابچوتا پدراتسیولی سوتسیالیست آوری رسپوبلیکا
- روسی: Закавказская Социалистическая Федеративная Советская Республика (ЗСФСР)

زاقافقازیا سوتسیالیچستکایا فدراتیونایا سویتسکایا رسپوبلیکا (ZSFSR)

## تاریخ
ریشه‌های تأسیس یک دولت یکپارچه در منطقه قفقاز جنوبی برمیگردد به زمان تجزیه امپراتوری روسیه در سال ۱۹۱۸. بدنبال انقلاب اکتبر، وقتی که ایالات قفقاز از روسیه تزاری جدا شدند دولت خودرا به نام جمهوری فدرال دموکراتیک قفقاز جنوبی را ایجاد کردند. این جمهوری بسیار کم عمر بود و دو ماه عمر کرد. رقابت منافع ملی با قومی و همچنین رویارویی با امپراتوری عثمانی در آخر در آوریل ۱۹۱۸ منجر به انحلال جمهوری دموکراتیک قفقاز جنوبی گشت.
سه دولتی که پس از آن اعلام استقلال کردند: نخستین جمهوری ارمنستان، جمهوری خلق آذربایجان و جمهوری دموکراتیک گرجستان، تا زمان پایان جنگ داخلی روسیه دوام آوردند تا زمانی که ارتش سرخ به این مناطق حمله برد و آنجاهارا تصرف کرد و شوروی سازی کرد. پس از پیشنهاد ولادیمیر لنین، رهبر شوروی، سه جمهوری اتحاد شوروی، ارمنستان و گرجستان و آذربایجان سوسیالیستی، در ۱۲ مارس ۱۹۲۲ به اتحادیه فدرال جماهیر ماورای قفقاز پیوستند. در ۱۳ دسامبر همان سال، نخستین کنگره شوراهای ماورای قفقاز، فدراسیون ایالات ماورای قفقاز را به یک دولت فدرال تبدیل کردند و به جمهوری شورایی فدراتیو سوسیالیستی ماورای قفقاز تغییر نام دادند. اگرچه بصورت رسمی جمهوری‌های تشکیل دهنده استقلال و خودمختاری داشتند. کمیته اجرای مرکزی (بالاترین نهاد قانون گذاری) و شورای کمیسرهای خلق (حکومت) بسرعت موجودیت این دولت را منصوب کرد. مامیا اوراخلاشویلی، رهبر بلشویکی گرجستان، اولین سرکمیساریای کمیساریای خلق ماورای قفقاز گشت. شهر تفلیس پایتخت این جمهوری گشت.
این جمهوری در تاریخ ۳۰ دسامبر به همراه روسیه شوروی، اوکراین شوروی و بلاروس شوروی یکی از جماهیر بنیانگذار اتحاد شوروی گشت. در دسامبر ۱۹۳۶، ماورای قفقاز شوروی منحل شد و دوباره سه کشور آذربایجان شوروی و گرجستان شوروی و ارمنستان شوروی از آن برآمدند و قلمرویش میان آنها تقسیم شد.

## جماهیر خودمختار در قفقاز جنوبی شوروی
پس از حمله ارتش سرخ به گرجستان، آبخازیا، تاکنون یکی از استان‌های خودمختار در جمهوری دموکراتیک گرجستان بود، در مارس ۱۹۲۱ توسط کمیته انقلابی آبخاز، یک جمهوری شورایی مستقل اعلان شد. با این حال روابط این جمهوری با گرجستان و روسیه به‌طور رسمی حل و فصل نشد. در ۱۶ دسامبر ۱۹۲۱، آبخازیا به معاهده الحاق به گرجستان شوروی پیوست، که موقعیت خودرا به عنوان یک جمهوری پیمانی تعریف کرد و اتحادیه نظامی، سیاسی و اقتصادی بین دو جمهوری شوروی ایجاد کرد، که استقلال آبخازیا شوروی را به گرجستان شوروی وابسته کرد. از این رو، ازطریق گرجستان، آبخازیا به جمهوری قفقاز جنوبی شوروی پیوست و در ابتدا با سایر جمهوری‌های فدراسیون حقوق برابر داشت. در ۱۹ فوریه ۱۹۳۱، وضعیت جمهوری خواهان آبخازیا، به یکی از جماهیر خودمختار شورایی در گرجستان شوروی کاهش یافت.
در ۱۶ جولای ۱۹۲۱، جمهوری شوروی آجارستان در گرجستان شوروی در نتیجه عهدنامه قارص تشکیل شد. این پیمان که پایان کارزار قفقاز در جنگ جهانی اول، زمینه تقسیم منطقه باتوم سابق استان کوتایس امپراتوری روسیه را بین گرجستان و ترکیه را فراهم آورد. طبق توافق‌نامه، نیمی از شمال با اکثریت قابل توجه مسلمانان گرجی بخشی از گرجستان شوروی می‌شود اما حق خودمختاری دارد.
جمهوری مستقل دیگری در جولای سال ۱۹۲۰ در نخجوان ایجاد شد، منطقه ای مجاور ارمنستان، آذربایجان، ترکیه و ایران، که مورد ادعای ارمنی‌ها و آذربایجانی‌ها قرار گرفت. پس از اشغال این منطقه بدست ارتش سرخ، جمهوری خودمختار سوسیالیستی نخجوان شوروی با روابط نزدیک بین آذربایجان اعلام شد. در نتیجه پیمان مسکو (۱۹۲۱) و قارص، ایجاد یک جمهوری خودمختار به عنوان قسمتی از آذربایجان شوروی گردید.

## روسای دولت
| نام                 | مورخ             | حزب                   |
| ------------------- | ---------------- | --------------------- |
| نریمان نریمانوف     | مارچ-دسامبر ۱۹۲۲ | حزب کمونیست آذربایجان |
| پولیکارپ مدیوانی    | مارچ-دسامبر ۱۹۲۲ | حزب کمونیست گرجستان   |
| الکساندر میاسنیکیان | مارچ-دسامبر ۱۹۲۲ | حزب کمونیست ارمنستان  |

| نام             | مورخ      | حزب                   |
| --------------- | --------- | --------------------- |
| نریمان نریمانوف | ۱۹۲۲–۱۹۲۵ | حزب کمونیست آذربایجان |
| غضنفر موسابیگوف | ۱۹۲۵–۱۹۳۸ | حزب کمونیست آذربایجان |

| نام                        | دوره         | برای      |
| -------------------------- | ------------ | --------- |
| میخائیل تسخاکایا (بار اول) | ۱۹۲۲–۱۹۲۷    | گرجستان   |
| صمد آقا علی اف             | ۱۹۲۲–۱۹۲۹    | آذربایجان |
| سرکیس هامبارتسومیان        | ۱۹۲۲–۱۹۲۵    | ارمنستان  |
| سرکیس کسیان                | ۱۹۲۷–۱۹۳۱    | ارمنستان  |
| فیلیپ ماخارادزه (بار اول)  | ۱۹۲۷–۱۹۲۸    | گرجستان   |
| میخائیل تسخاکایا (بار دوم) | ۱۹۲۸–۱۹۳۱    | گرجستان   |
| غضنفر موسی بیک اف          | ۱۹۲۹–۱۹۳۱    | آذربایجان |
| فیلیپ ماخارادزه (بار دوم)  | ۱۹۳۱–۱۹۳۵    | گرجستان   |
| آرمنک آنانیان              | ۱۹۳۱–۱۹۳۵    | ارمنستان  |
| سلطان مجید افندی اف        | ۱۹۳۱–۱۹۳۶    | آذربایجان |
| سرگو مارتیکیان             | ۱۹۳۵–۱۹۳۶    | ارمنستان  |
| اول ینوکیدزه               | مارچ-می ۱۹۳۵ | گرجستان   |
| فیلیپ ماخارادزه (بار سوم)  | ۱۹۳۵–۱۹۳۶    | گرجستان   |

## تمبرها و پست‌های تاریخی
قبل از سال ۱۹۲۳، گرجستان، ارمنستان و آذربایجان هرکدام تمپرهای پستی مخصوص به خود را داشتند. فدراسیون قفقاز جنوبی در تاریخ ۱۵ سپتامبر ۱۹۲۳ صدور تمپرهای پستی خودرا صادر کردند و در روز ۱ اکتبر، صدور تمبرهای جماهیر قفقاز جنوبی متوقف شد.
نخستین موضوعات شامل تعدادی از تمبرهای روسیه و ارمنستان بود که با یک ستاره حاوی مخفف نام فدراسیون در پنج حرف در این نقاط چاپ شد. با شروع تورم گسترده، بدنبال طرح‌های جدید خود فدراسیون، چهار مورد در موضوع قدردانی از مناطق نفتی، چهار تای دیگر با منتاژ نمادهای اتحاد شوروی در قله‌ها و دکل‌های نفتی، میزان قیمتشان از ۴۰۰۰۰ تا ۵۰۰۰۰۰ روبل بود. این قیمت‌ها در مدت کوتاهی به ۷۰۰۰۰۰ روبل تبدیل شدند. در روز ۲۴ اکتبر، تمبرها مقادیر ۱ تا ۱۸ کاپکس (هر روبل برابر ۱۰۰ کاپکس است) دوباره چاپ شدند. از سال ۱۹۲۴، فدراسیون شروع به استفاده از تمبرهای اتحاد شوروی کرد.

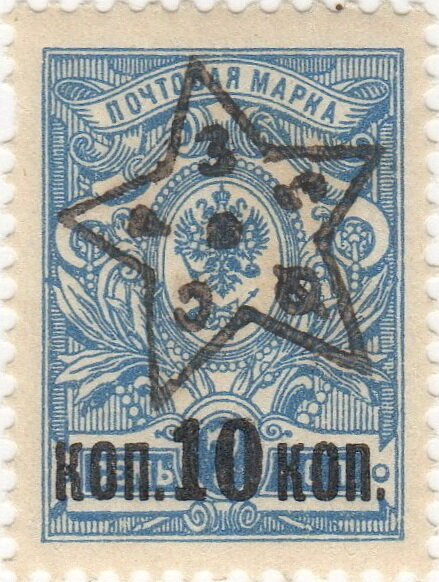
یک تمبر مربوط به سال ۱۹۲۳ که روی تمبر امپراتوری روسیه چاپ شده‌است.
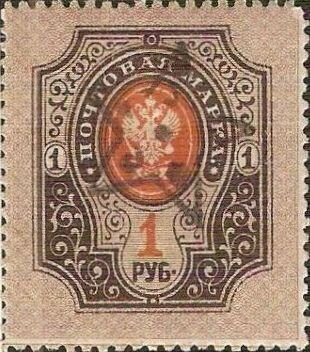
یک تمبر مربوط به سال ۱۹۲۳ که روی تمبر جمهوری دموکراتیک ارمنستان چاپ شده‌است.
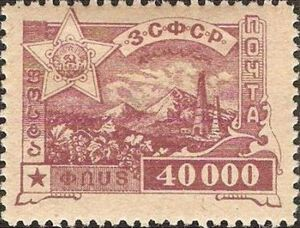
1923 تمپر ۴۰۰۰۰ روبلی
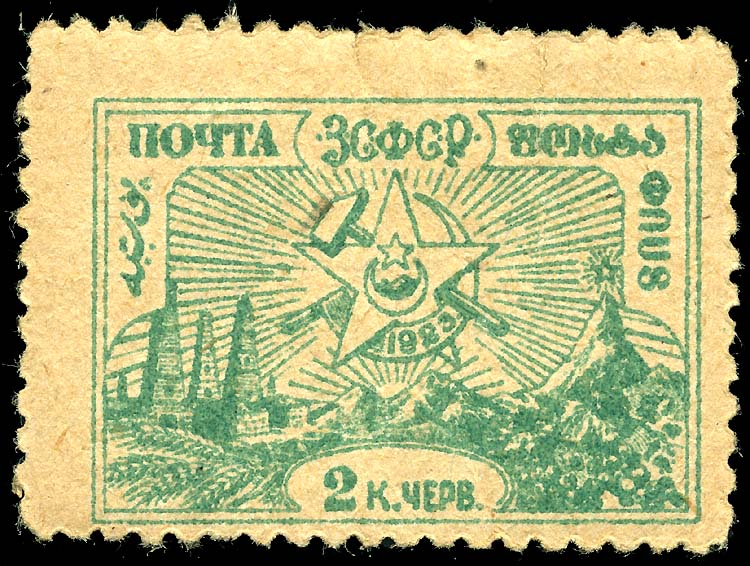
1923 تمبر ۲ کوپکی